# Gales en la Copa Mundial de Rugby de 2023
Los Dragones rojos fueron una de las 20 naciones participantes de la Copa Mundial de Rugby de 2023, que se realizó por segunda vez en Francia.
Gales llegó a su décima participación penúltimo en tres de los últimos cuatro Torneo de las Seis Naciones, pero campeón del 2021 y por tanto un rendimiento irregular. Se estimaba que podría ser eliminado en la fase inicial y terminó ganando su grupo.

## Preparación
El Torneo de las Seis Naciones 2023 fue la primera vez que Gatland volvió a dirigir a los Dragones desde 2019, ya que asumió de urgencia tras la despedida del neozelandés Wayne Pivac. Ergo, rearmó el plantel con inexpertos y jóvenes.
Gales jugó tres pruebas de preparación en agosto, dos como local. Primero ante Inglaterra, aprovechando la misma situación del técnico Steve Borthwick, y luego contra los Springboks en su despedida.
En su Estadio del Milenio inició ganando 20–9 a la Rosa y una semana después en el Estadio de Twickenham perdió 19–17 agónicamente. Por último en Cardiff, una Sudáfrica muy superior les dio una paliza de ocho tries.

## Plantel

Formación en el debut ante Fiyi.

Gatland (56 años) dirigió a Irlanda en Gales 1999 y a los Dragones rojos desde Nueva Zelanda 2011, por lo que se convirtió en el técnico con más asistencias en la historia de los mundiales.

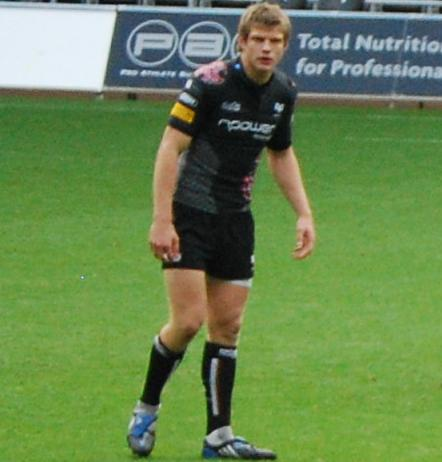
Biggar fue el conductor de la línea de backs.

Las pruebas corresponden hasta antes del inicio del mundial y las edades a la fecha de la Final. En negrita los rugbistas titulares.
|                            | Jugador           | Edad    | Posición      | Pruebas | Equipo                            |
| -------------------------- | ----------------- | ------- | ------------- | ------- | --------------------------------- |
| Hookers y Pilares          |                   |         |               |         |                                   |
|                            | Elliot Dee        | 29 años | Hooker        | 43      | Dragons RFC                       |
|                            | Corey Domachowski | 27 años | Pilar         | 2       | Cardiff Rugby                     |
| 2                          | Ryan Elias        | 28 años | Hooker        | 34      | Scarlets                          |
| 3                          | Tomas Francis     | 31 años | Pilar         | 72      | Provence Rugby                    |
|                            | Dewi Lake         | 24 años | Hooker        | 9       | Ospreys                           |
|                            | Dillon Lewis      | 27 años | Pilar         | 51      | Harlequins FC                     |
|                            | Nicky Smith       | 29 años | Pilar         | 44      | Ospreys                           |
| 1                          | Gareth Thomas     | 30 años | Pilar         | 22      | Ospreys                           |
|                            | Henry Thomas      | 31 años | Pilar         | 2       | Montpellier Hérault Rugby         |
| Segundas líneas            |                   |         |               |         |                                   |
| 5                          | Adam Beard        | 27 años | Segunda línea | 48      | Ospreys                           |
|                            | Dafydd Jenkins    | 20 años | Segunda línea | 8       | Exeter Chiefs                     |
| 4                          | Will Rowlands     | 32 años | Segunda línea | 26      | Racing 92                         |
|                            | Christ Tshiunza   | 21 años | Segunda línea | 7       | Exeter Chiefs                     |
| Alas y Octavos             |                   |         |               |         |                                   |
|                            | Taine Basham      | 23 años | Ala           | 13      | Dragons RFC                       |
| 8                          | Taulupe Faletau   | 32 años | Octavo        | 101     | Cardiff Rugby                     |
|                            | Dan Lydiate       | 34 años | Octavo        | 71      | Dragons RFC                       |
| 7                          | Jac Morgan        | 23 años | Ala           | 12      | Ospreys                           |
|                            | Tommy Reffell     | 24 años | Ala           | 10      | Leicester Tigers                  |
| 6                          | Aaron Wainwright  | 26 años | Octavo        | 40      | Dragons RFC                       |
| Medios scrums              |                   |         |               |         |                                   |
| 9                          | Gareth Davies     | 33 años | Medio scrum   | 70      | Scarlets                          |
|                            | Kieran Hardy      | 27 años | Medio scrum   | 18      | Scarlets                          |
|                            | Tomos Williams    | 28 años | Medio scrum   | 49      | Cardiff Rugby                     |
| Aperturas y Centros        |                   |         |               |         |                                   |
|                            | Gareth Anscombe   | 32 años | Apertura      | 35      | Tokyo Sungoliath                  |
| 10                         | Dan Biggar        | 34 años | Apertura      | 110     | Rugby Club Toulonnais             |
|                            | Sam Costelow      | 22 años | Centro        | 5       | Scarlets                          |
| 13                         | George North      | 31 años | Centro        | 115     | Ospreys                           |
| 12                         | Nick Tompkins     | 28 años | Centro        | 29      | Saracens                          |
|                            | Johnny Williams   | 27 años | Centro        | 6       | Scarlets                          |
| Fullbacks y Wings          |                   |         |               |         |                                   |
| 11                         | Josh Adams        | 28 años | Wing          | 51      | Cardiff Rugby                     |
|                            | Rio Dyer          | 23 años | Wing          | 10      | Dragons RFC                       |
|                            | Mason Grady       | 21 años | Wing          | 4       | Cardiff Rugby                     |
|                            | Leigh Halfpenny   | 34 años | Fullback      | 100     | Scarlets                          |
| 14                         | Louis Rees-Zammit | 22 años | Wing          | 28      | Gloucester Rugby                  |
| 15                         | Liam Williams     | 28 años | Fullback      | 86      | Kubota Spears Funabashi Tokyo Bay |
| Entrenador: Warren Gatland |                   |         |               |         |                                   |

## Participación

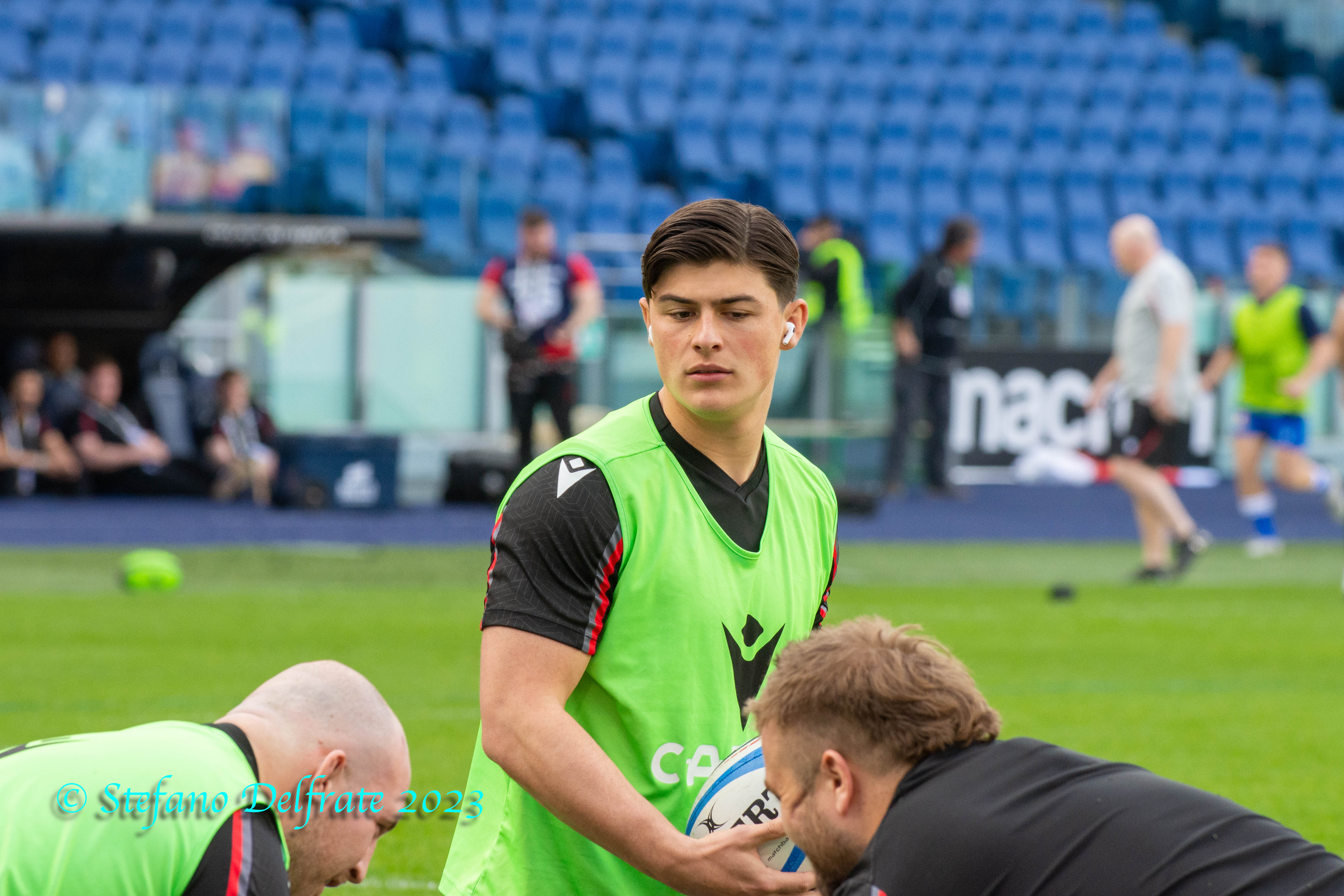
El wing exterior Rees-Zammit anotó más tries.

Gales tuvo su campamento base en Versalles e integró el Grupo C junto a la físicamente dura Fiyi, la factible Georgia, la débil Portugal y los Wallabies. Venció a todos los rivales y ganó la zona, logrando la hazaña por tercera vez en su historia.
El debut sucedió ante Fiyi, que ya los eliminó del grupo en Francia 2007, del técnico Simon Raiwalui y los rugbistas: Sam Matavesi, Isoa Nasilasila, Viliame Mata, Frank Lomani, el capitán Waisea Nayacalevu y Vinaya Habosi. En el mejor partido de la primera ronda, los británicos vencieron 32–26.
El duelo clave fue contra la Australia del técnico Eddie Jones y los alineados: Dave Porecki (capitán), Nick Frost, la estrella Rob Valetini, Tate McDermott, el talentoso Samu Kerevi y Marika Koroibete. Los Wallabies jugaron presionados, desbaratados y no pudieron vulnerar a la defensa galesa, que terminó marcándole 40–6 y eliminándolos por vez primera de la fase inicial.

### Fase final
Los cuartos de final los cruzaron ante los Pumas, segundos del Grupo D y entrenados por el australiano Michael Cheika que formó a: Julián Montoya (capitán), Tomás Lavanini, Marcos Kremer, el veterano Tomás Cubelli, Santiago Carreras y la estrella Emiliano Boffelli. En una batalla muy pareja con presionadas defensas, los argentinos fueron más determinados y vencieron 17–29.

## Legado
Fue el último mundial de Biggar, Davies, Faletau, Halfpenny y Lydiate. Ellos integraron a una de las mejores generaciones de Gales, que en los últimos 10 años ganó cuatro Torneo de las Seis Naciones y alcanzó dos veces las semifinales de la Copa del Mundo.
| Predecesor: Japón 2019 | Gales en la Copa Mundial de Rugby Francia 2023 | Sucesor: Australia 2027 |